# Meteoria
Meteoria is een monotypisch geslacht van straalvinnige vissen uit de familie van naaldvissen (Aphyonidae). Het geslacht is voor het eerst wetenschappelijk beschreven in 1969 door Nielsen.

## Soort
- Meteoria erythrops Nielsen, 1969